# 潘梓年

潘梓年

潘梓年（1893年—1972年4月10日），江苏宜兴归径乡人，中华人民共和国哲学家。

## 生平
北京大学哲学系攻读哲学、逻辑学和新文学，1923年毕业。1927年入党，在家乡组织宜兴暴动，后调上海，在北新书局主编《北新》、《洪荒》，担任中共中央文委书记、中国左翼文化界总同盟党团书记。1929年，创办华南大学并任教务长。
1933年5月14日，被捕被判无期徒刑。期间创作并完成长篇哲学专著《逻辑和逻辑学》，翻译了法国哲学家亨利·柏格森的《时间和意志自由》（原名《论意识材料的直接来源》）等书，翻译著作上百万字。
1937年6月，经中共组织营救出狱。1937年10月，奉命赴南京筹办《新华日报》首任社长，11月迁武汉，后到重庆。1947年，担任中国共产党中央城市工作部研究室主任。期间胞弟潘美年因日军空袭丧生。《新华日报》在国统区扩大了中共的影响力，同时，潘梓年创作了《抗战的现阶段》、《投降主义及其各种表现》、《自力更生与争取外援》、《战时图书杂志审查问题》、《民众变动问题商榷》等众多文章。1948年10月任中原大学副校长。1950年4月中原大学更名为中南人民大学後任校长。1950年3月至1953年1月任中南军政委员会教育部部长。
1954年，中国史学会公布第一届理事会名单，郭沫若担任主席，吴玉章、范文澜担任副主席，他担任理事。同年，调中国科学院筹建社会科学部和哲学研究所；次年6月，任中国科学院哲学社会科学部副主任、学部委员兼任哲学研究所所长。文化大革命期间被关入秦城监狱，1972年死于狱中。1982年2月17日召开追悼会平反。

## 家人
- 父亲：潘莘臣
  - 二弟：潘有年
  - 三弟：潘汉年